# Loubières
Loubières – miejscowość i gmina we Francji, w regionie Oksytania, w departamencie Ariège.
Według danych na rok 2010 gminę zamieszkiwały 234 osoby, a gęstość zaludnienia wynosiła 80 osób/km².